# Senyors Nguyễn
Els senyors Nguyen (vietnamita: Chúa Nguyễn; 1558 - 1777) van ser una sèrie de governants del Vietnam del Sud (avui en dia Vietnam Central i del Sud) (llavors anomenat Đàng Trong). Encara que afirmaven ser els seguidors lleials de la Dinastia Lê posterior, en realitat eren els governants de facto al sud del país. Els seus descendents més tard van governar el Vietnam sencer com la dinastia Nguyen i a títol pòstum van elevar els seus títols a emperadors.